# Eupithecia ecplyta
Eupithecia ecplyta là một loài bướm đêm trong họ Geometridae.